# Josefina Pelliza de Sagasta
Josefina Pelliza de Sagasta (Concordia, 4 de abril de 1848-Buenos Aires, 18 de agosto de 1888) fue una poeta, periodista y escritora argentina. Falleció tempranamente a los 40 años de edad.

## Biografía
Josefina nació en Concordia, Entre Ríos y sus padres fueron Virginia Pueyrredon y José M. Pelliza. Comenzó a publicar sus obras en el diario La Nación en 1872.
Dirigió la revista «La Alborada del Plata», en la que realizaba críticas y reclamos sociales. Luchó de forma constante a favor de los derechos de las mujeres, aunque mantuvo que se las debía valorar por sus roles tradicionales en la familia y la sociedad. 
Fue Directora de la publicación El Album del Hogar junto con Gervasio Mendez durante 8 años, fue además sucesora en la dirección de la revista La Alborada del Plata de Juana Manuela Gorriti.

## Obras
Entre sus poemarios destacan Pasionarias y Lirios silvestres. Sus novelas destacadas fueron Margarita, La Chiriguana y El César. Sus obras se encuentran presentes en El Parnaso Argentino, en el Diccionario de Celebridades y en el libro Poetisas Americanas.